# استراوا (فیلم)
«استراوا» (انگلیسی: Ostrava (film)) یک فیلم است که در سال ۱۹۶۳ منتشر شد.